# Fernand de Montigny
Fernand de Montigny (né le 5 janvier 1885 à Anvers et mort le 2 janvier 1974 à Anvers) est un escrimeur belge, joueur de hockey sur gazon et sur glace et architecte. Il a gagné une médaille d'or, deux médailles d'argent et une médaille de bronze en escrime ainsi qu'un médaille de bronze en hockey sur gazon. 

## Biographie
Fernand Alphonse Marie Frédéric de Montigny, né le 5 janvier 1885 à Anvers, est le fils de Frédéric de Montigny, négociant en grains, et d'Adèle Preud'homme. Son père est d'origine d'origine namuroise. Fernand de Montigny grandit à Anvers et a une éducation sportive. Il épouse Germaine Vrancken le 19 décembre 1921. 
Il fait ses études secondaires chez les Jésuites au Collège Notre-Dame d'Anvers. Il fait ensuite des études d'architecture. 
En escrime, il reçoit ensuite une formation à l'École royale militaire à Bruxelles et suit les cours d'escrime de Cyrille Verbrugge à Anvers qui deviendra le « Cercle de l’épée ». Montigny était inscrit au club Royal Beerschot THC. Il a pris part aux jeux officieux de 1906 à Athènes où il remporte le bronze à l'épée en équipe. Aux Jeux olympiques de 1908 à Londres, il obtient une nouvelle médaille de bronze dans cette discipline. À Stockholm lors des Jeux olympiques de 1912, il remporte une médaille d'or à l'épée avec l'équipe belge. Aux Jeux olympiques de 1920 à Anvers, il obtient une médaille de bronze avec l'équipe de hockey sur gazon. Aux Jeux olympiques de 1924 à Paris, il gagne deux médailles d'argent en équipe à l'épée et au sabre.
Avec Louis Somers, il est également l'architecte de la transformation du stade du Beerschot à Anvers en stade des Jeux olympiques 1920.  Montigny et Somers ont également conçu un certain nombre de maisons et villas principalement dans le style Beaux-Arts. Il a aussi contribué à la restauration du château de la Cour de Lierre et de l'église Saint-Willibrord à Berchem.
À la suite de sa mort le 2 janvier 1974 à Anvers, il est inhumé à Rhisnes (près de Namur).

## Palmarès
| Édition                           | Pays        | Médaille | Épreuve             |
| --------------------------------- | ----------- | -------- | ------------------- |
| Athènes 1906 (Jeux non officiels) | Grèce       | Bronze   | Épée par équipes    |
| Londres 1908                      | Royaume-Uni | Bronze   | Épée par équipes    |
| Stockholm 1912                    | Suède       | Or       | Épée par équipes    |
| Anvers 1920                       | Belgique    | Bronze   | Hockey sur gazon    |
| Paris 1924                        | France      | Argent   | Épée par équipes    |
| Paris 1924                        | France      | Argent   | Fleuret par équipes |